# 2409 Chapman
2409 Chapman је астероид главног астероидног појаса са средњом удаљеношћу од Сунца која износи 2,266 астрономских јединица (АЈ).
Апсолутна магнитуда астероида је 13,2.